# Ильченко, Илларион Петрович
Илларион Петрович Ильченко (7.11.1917 — 21.07.1973) — воздушный стрелок экипажа самолёта Ил-2 174-го гвардейского авиационного Слуцкого Краснознамённого штурмового полка (299-я штурмовая авиационная Нежинская Краснознамённая ордена Суворова дивизия, 16-я воздушная армия, 1-й Белорусский фронт), гвардии старшина, участник Великой Отечественной войны, кавалер ордена Славы трёх степеней.

## Биография
Родился 7 ноября 1917 года в городе Бахмут ныне Донецкой области (Украина) в семье рабочего. Украинец. Окончил 7 классов. Работал слесарем на стекольном заводе.
В Красной Армии с 1938 года. Служил в бронетанковых войсках в должности наводчика башенного орудия. С первого дня войны – в действующей армии. Воевал на Юго-Западном фронте. Из наградного листа: 

 Принимал участие в 11 танковых боях, в которых подбил 2 немецких танка. 30 июня 1941 года в районе города Острог Ровенской области (Украина) был тяжело ранен в живот. После излечения продолжил воевать на Калининском фронте, командиром стрелкового отделения. В январе 1942 года был ранен во второй раз, в ногу— 
. 
После излечения был направлен в школу воздушных стрелков. После её окончания воевал на Сталинградском и Центральном (с 20 октября 1943 года – Белорусский, с 24 февраля 1944 года – 1-й Белорусский) фронтах в составе 431-го (с 19 августа 1944 года – 174-й гвардейский) штурмового авиационного полка. Принимал участие в Сталинградской битве, Орловской, Гомельско-Речицкой, Калинковичско-Мозырской, Бобруйской, Минской, Люблин-Брестской, Варшавско-Познанской, Восточно-Померанской и Берлинской наступательных операциях.
С 10 сентября по 15 ноября 1943 года старшина И. П. Ильченко в составе экипажа выполнил 16 успешных боевых вылетов. При этом был подавлен огонь 2 зенитных орудий, в 2 воздушных боях отражены 4 атаки немецких истребителей. 14 октября 1943 года в районе деревень Холмеч и Ягодное ныне Гомельской области (Белоруссия), преодолевая плотный огонь зенитной артиллерии врага, огнём своего пулемёта подавил зенитное орудие противника. В результате зенитного обстрела самолёт получил повреждения, И. П. Ильченко был ранен в лицо.
В наградном листе сказано

 5 ноября 1943 года в том же районе экипаж штурмовкой в течение 17 минут уничтожил орудие полевой артиллерии и до 30 немецких солдат. В результате зенитного обстрела самолет был подбит. Едва перетянув за реку Сож, он сорвался в штопор. И. П. Ильченко выпрыгнул с парашютом за несколько секунд до гибели самолета— 
 Командиром полка представлен к награждению орденом Отечественной войны 1-й степени. Приказом командира дивизии награждён орденом Красной Звезды.
С ноября 1943 по февраль 1944 года И. П. Ильченко в составе экипажа произвёл 21 успешный боевой вылет на в штурмовку живой силы и оборонительных позиций противника в районах Гомель, Жлобин, Калинковичи. 18 ноября 1943 года в условиях плохой видимости обнаружил скопление техники и живой силы противника в районе деревни Поколюбичи ныне Гомельского района Гомельской области (Белоруссия) и доложил лётчику. Штурмовкой 6 самолётов Ил-2 были уничтожены 5 автомашин, батарея зенитной артиллерии, более 70 немецких солдат. 
Экипаж, в который входил воздушный стрелок 431-го штурмового авиационного полка старшина Ильченко, в ноябре 1943 в составе группы самолётов участвовал в штурмовке вражеских позиций. При этом было поражено много живой силы и техники врага. Ильченко в воздушном бою лично сбил самолёт-корректировщик. 25 ноября, находясь в расположении 217-й стрелковой дивизии, И. П. Ильченко двумя очередями из спаренного зенитного пулемёта сбил самолёт-корректировщик Ю-187, который упал на северной окраине села Поколюбичи. 29 ноября 1943 года при бомбежке железнодорожной станции Жлобин (Гомельская область, Белоруссия) успешно отражал атаки вражеских истребителей. 
Приказом командира 299-й штурмовой авиационной дивизии генерал-майора авиации Крупского И. В. 14 марта 1944 года старшина Ильченко Илларион Петрович награждён орденом Славы 3-й степени.
С января по август 1944 года И. П. Ильченко произвёл 23 успешных боевых вылета в районы Бобруйск (Белоруссия),Ковель, Любомль (Волынская область, Украина). В 5 воздушных боях отразил 15 атак вражеских истребителей. 29 марта 1944 года в районе посёлка городского типа Ратно (ныне Волынская область, Украина) в условиях сильного противодействия зенитной артиллерии в составе экипажа произвёл 3 боевых вылета и отбил 6 вражеских воздушных атак. 8 июля 1944 года при выполнении боевого задания сбил фашистский самолёт.
Приказом командующего 16-й воздушной армией от 22 августа 1944 года старшина Ильченко Илларион Петрович награждён орденом Славы 2-й степени.
19 августа 1944 года 431-й штурмовой авиационный полк был преобразован в 174-й гвардейский штурмовой авиационный полк. При выполнении боевых заданий по бомбардировке и штурмовке наземного противника в районе населённого пункта Гоцлав (ныне в составе города Варшава, Польша) с 1 по 5 сентября 1944 года И. П. Ильченко сбил огнём своего пулемёта 2 вражеских истребителя. С началом Берлинской наступательной операции 16 апреля 1945 года экипаж выполнял боевую задачу по поражению противника на переднем крае и в ближайшей глубине обороны в районе города Франкфурт-на-Одере (ныне земля Бранденбург, Германия). В ходе 4 боевых вылетов были уничтожены танк, миномётная батарея, 5 автомашин и до взвода живой силы врага. При отражении атак истребителей И. П. Ильченко в группе сбил самолёт противника.
Указом Президиума Верховного Совета СССР от 23 февраля 1948 года за образцовое выполнение боевых заданий командования на фронте борьбы с немецкими захватчиками и проявленные при этом доблесть и мужество гвардии старшина Ильченко Илларион Петрович награждён орденом Славы 1-й степени.
В июне 1945 года демобилизован. Вернулся в родной город Артёмовск Донецкой области. После войны работал на стекольном заводе мастером-выдувальщиком. С 1969 года на пенсии.
Умер 21 июля 1973 года.

## Награды
- Орден Красной Звезды (26.11.1943)[4]
- Полный кавалер ордена Славы:
  - орден Славы I степени (23.02.1948)[8];
  - орден Славы II степени (22.08.1944)[7];
  - орден Славы III степени (14.03.1944)[9];
- медали, в том числе:

- - «За оборону Сталинграда» (1.05.1944);
  - «В ознаменование 100-летия со дня рождения Владимира Ильича Ленина» (6 апреля 1970)
  - «За победу над Германией в Великой Отечественной войне 1941—1945 гг.» (9 мая 1945[10])[11];
  - «За взятие Берлина» (9.05.1945);
  - «За освобождение Варшавы» (9.06.1945);
  - «20 лет Победы в Великой Отечественной войне 1941—1945 гг.» (7 мая 1965[12])
  - «50 лет Вооружённых Сил СССР» (26 декабря 1967[13])
- Знак «25 лет победы в Великой Отечественной войне» (1970)

## Память
- На могиле установлен надгробный памятник
- Его имя увековечено в Главном Храме Вооружённых сил России, и навсегда запечатлено на мемориале «Дорога памяти»[14].
- На территории стекольного завода в городе Бахмут Донецкой области (Украина) установлен памятный знак И. П. Ильченко.
- Одна из улиц в городе Бахмут названа именем Героя